# Санчес, Скотт
Скотт Алан Санчес Сондерс (англ. Scott Alan Sánchez Saunders, 18 января 1959, Нью-Йорк, США) — боливийский горнолыжник. Участвовал в зимних Олимпийских играх 1980 и 1984 годов.

## Биография
Скотт Санчес родился 18 января 1959 года в американском городе Нью-Йорк.
Жил в США, выступал в горнолыжном спорте за команду университета Юты, но на международном уровне представлял Боливию.
В 1980 году вошёл в состав сборной Боливии на зимних Олимпийских играх в Лейк-Плэсиде. Выступал в трёх дисциплинах — скоростном спуске, слаломе и гигантском слаломе, но не финишировал ни в одной из них.
В 1982 году участвовал в Кубке мира и набрал очки на двух этапах, заняв 10-е место в общем зачёте комбинации. Это единственный случай, когда боливийский горнолыжник набрал очки в Кубке мира.
В 1984 году вошёл в состав сборной Боливии на зимних Олимпийских играх в Сараево. Выступал в трёх дисциплинах. В скоростном спуске занял 43-е место с результатом 1 минута 54,75 секунды, уступив 9,16 секунды победителю — Биллу Джонсону из США. В слаломе показал в первом заезде 36-е время (1.00,16), а во втором не финишировал, оставшись без места в итоговом зачёте. В гигантском слаломе стал 38-м в первом заезде (1.29,45) и 32-м во втором (1.27,84), а в сумме (2.57,29) занял 34-е место, уступив 16,11 секунды ставшему чемпионом Максу Жюлену из Швейцарии.